# Eastern (Sierra Leone)
Eastern (Nederlands: Oostelijk) is een van de drie provincies van Sierra Leone. De provincie heeft drie districten onder zich, heeft een oppervlakte van ruim 15.500 vierkante kilometer en had in 2004 bijna 1,2 miljoen inwoners. De provinciehoofdstad van Eastern is Kenema.

## Grenzen
Eastern is de enige provincie van Sierra Leone zonder kustlijn.
De provincie grenst wel aan twee buurlanden:
- De regio Nzérékoré van Guinee in het noordoosten.
- Drie county's van Liberia in het oostzuidoosten:
  - Lofa in het oosten.
  - Gbarpolu in het zuidoosten.
  - Grand Cape Mount in het uiterste zuidoosten.

Eastern grenst ook aan de twee overige provincies van het land:
- Northern in het noorden en het noordwesten.
- Southern in het westen en het zuidwesten.

## Districten
Eastern is onderverdeeld in drie districten:
- Kailahun
- Kenema
- Kono